# Hannelore Krollpfeiffer
Hannelore Krollpfeiffer (geborene Hannelore Holtz; * 12. August 1924 in Berlin) ist eine deutsche Journalistin und Buchautorin.

## Leben
Hannelore Holtz arbeitete als Jugendliche im Berliner Ullstein-Verlag. Danach hatte sie eine Anstellung als 17-Jährige eine Anstellung bei dem Raub-Kunsthändler Karl Haberstock um 1941. Um 1942/44 schrieb sie für die Kattowitzer Zeitung in Oberschlesien.
Im Frühjahr 1945 kehrte Hannelore Holtz nach Berlin zurück. Seit 1946 schrieb sie für die sowjetisch-deutsche Boulevardzeitung Nacht-Express in Ost-Berlin über Kultur und für das Feuilleton. Sie veröffentlichte in dieser Zeit drei Bücher in ostdeutschen Verlagen, von denen Wir lebten in Berlin auf ihren persönlichen Erfahrungen am Kriegsende beruhte.
Seit 1950 schrieb Hannelore Holtz für den Tagesspiegel in West-Berlin.
Seit 1951 lebte sie in Hamburg. Dort war sie dreißig Jahre lang stellvertretende Chefredakteurin der bekannten Frauenzeitschrift Brigitte. Nach 1958 heiratete sie und nahm den Namen Hannelore Krollpfeiffer an.
Zuletzt lebte sie in Hamburg und Kalifornien.

## Publikationen (Auswahl)
Hannelore Krollpfeiffer gab Anthologien heraus und schrieb Jugendbücher, Sachbücher und Romane. Diese sind meist durch eine humorvolle Art gekennzeichnet.
Als Hannelore Holtz
- Wir lebten in Berlin. Eine Geschichte vom Ende des Krieges. Dietz, Berlin 1947; Neuauflage dtv, München 2007, ISBN 978-3-423-34415-9
- Die Apfelsine und andere Kurzgeschichten. Express, Berlin, 1947
- Abrechnung. Sachsenverlag, 1948
- Von allen geliebt. Ein heiterer Roman. 1958

Als Hannelore Krollpfeiffer
- Diese schwererziehbaren Eltern. Jugend und Volk, Wien, München 1980, ISBN 3-7141-1331-2
- Tanzstundenzeit. Erika Klopp Verlag, Berlin 1985, ISBN 3-7817-1047-5
- Das rosa Atelier oder der verlorene Traum. Gustav Lübbe Verlag, Bergisch Gladbach 1985.
- Die Zeit mit Marie. Erika Klopp Verlag, Berlin 1986, ISBN 3-7817-1048-3
- Frau Nebenkrugs Reise. 2001
- In meinem Alter. Ein respektloser Ratgeber. dtv, München 2005, ISBN 978-3-423-34196-7
- Endlich alt und gar nicht weise: Ansichten und Einsichten. dtv, München 2006, ISBN 978-3-423-34383-1
- Frau Nebenkrugs Reise. Fischer, Frankfurt/Main 2007, ISBN 3-596-14720-4